# Сурьярви
Сурьярви — озеро на территории Суккозерского сельского поселения Муезерского района Республики Карелии.

## Общие сведения
Площадь озера — 2,1 км², площадь водосборного бассейна — 68 км². Располагается на высоте 174,8 метров над уровнем моря.
Форма озера лопастная, продолговатая: вытянуто с северо-запада на юго-восток. Берега изрезанные, каменисто-песчаные, преимущественно возвышенные.
Через озеро течёт безымянный водоток, протекающий через цепочку озёр Авегенлампи → Сурьярви → Писто → Чинозеро и впадающий в итоге в Котчозеро, откуда берёт начало река Гумарина, втекающая в реку Ломнезерку, впадающую, в свою очередь, в озеро Селецкое.
В озере расположено не менее трёх безымянных островов различной площади.
С северо-востока от озера проходит лесная дорога.
Код объекта в государственном водном реестре — 02020001111102000007192.